# Blagoevgrad megye
Blagoevgrad megye (bolgárul: област Благоевград) megye Bulgária délnyugati részében.

## Földrajz
A megye területe 6449 km², ezzel a harmadik legnagyobb megye Bulgáriában (Burgasz és Szófia megyék után). Bulgária területének 5,8%-át teszi ki.
A megye területe nagyrészt hegység, a Rila-hegység és a Pirin-hegység területének nagy részét lefedi. A megye két legfontosabb folyója a Meszta és a Sztruma. A megye éghajlata mediterrán, főleg délen. Talaja gazdag ásványkincsekben, földtani szempontból pedig márvány és gránit alkotja a megye földjét.

## Gazdaság
A megye gazdasága színes: egyaránt foglalkoznak a lakói iparral (textil- és élelmiszeripar), mezőgazdasággal de szolgáltatással is, illetve a turizmus is élékeny, mert igen sok látványosság van errefele.
A megye közút- és autópálya-hálózata fejlett. Itt, ebben a megyében van az egyik legforgalmasabb délkelet-európai autóút-csomópont, nemzetközi utak érkeznek ide Románia, Szerbia és Görögország területéről is. 

## Kultúra és látnivalók

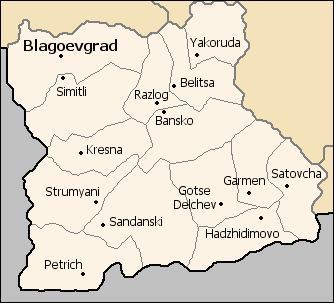
Blagoevgrad megye kistérségei

A megyében sok a különböző látnivaló, van trák és római korokból visszamaradott emlék is, van korai keresztény templom, bizánci műemlék és az Oszmán Birodalom korából is maradtak vissza látnivalók.

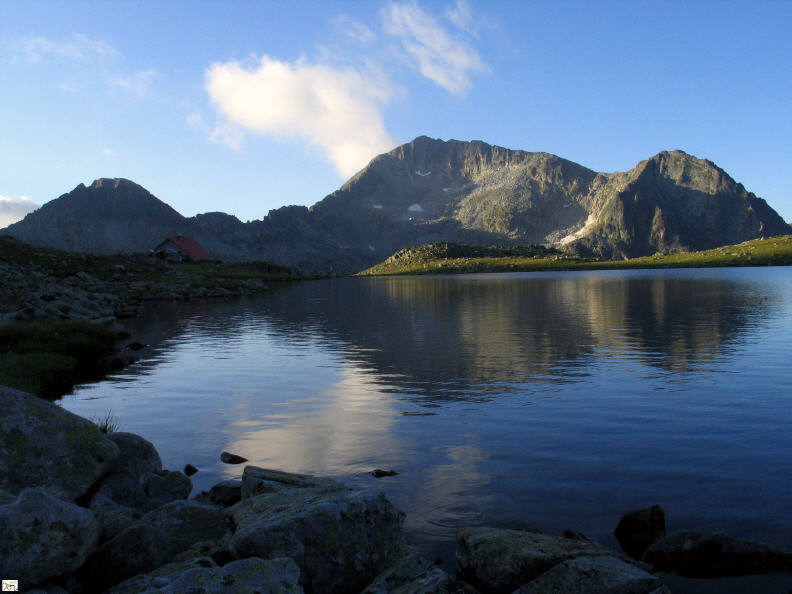
Tó a Pirin-hegységben

A megye központjában, Blagoevgrad-ban óriási színház, 350 000-nél is több kötettel rendelkező könyvtár, de operaház is van. Emellett Banszko és Szandanszki városokban művészeti galériák vannak. Összesen tíz múzeum működik itt, ezeknek többsége történelmi múzeum. Blagoevgradban két egyetem is működik (Délnyugati Egyetem és az Amerikai Egyetem Bulgáriában) amely közel 10 ezer diákot 
tanít.

## Lakosság
A 2011-es népszámláláskor 323 552 lakosából:
- 251 097 bolgár
- 17 027 török
- 9739 cigány

## Sport
A megye az egyik legjobb Bulgária-szinten a futballban. Három csapata játszik a bolgár első osztályban. Emellett, mivel nagyrészt hegység teszi ki a megye területét, a téli sportok is igen népszerűek.